# Sugar Camp (Wisconsin)
Sugar Camp es un pueblo ubicado en el condado de Oneida en el estado estadounidense de Wisconsin. En el Censo de 2010 tenía una población de 1.694 habitantes y una densidad poblacional de 6,68 personas por km².

## Geografía
Sugar Camp se encuentra ubicado en las coordenadas 45°48′1″N 89°20′26″O / 45.80028, -89.34056. Según la Oficina del Censo de los Estados Unidos, Sugar Camp tiene una superficie total de 253.72 km², de la cual 229.9 km² corresponden a tierra firme y (9.39%) 23.81 km² es agua.

## Demografía
Según el censo de 2010, había 1.694 personas residiendo en Sugar Camp. La densidad de población era de 6,68 hab./km². De los 1.694 habitantes, Sugar Camp estaba compuesto por el 98.17% blancos, el 0.24% eran afroamericanos, el 0.47% eran amerindios, el 0.12% eran asiáticos, el 0% eran isleños del Pacífico, el 0.12% eran de otras razas y el 0.89% pertenecían a dos o más razas. Del total de la población el 0.89% eran hispanos o latinos de cualquier raza.